# Европейское турне «Насьоналя»
Европейское турне команды «Насьональ» Монтевидео в 1925 году — одно из первых и крупнейших в истории мирового футбола. На протяжении 190 дней с февраля по август уругвайская команда «Насьональ» Монтевидео посетила 23 города девяти стран, сыграв 38 игр, которые посмотрели около 800 тысяч зрителей. Турне стало одним из важнейших событий в мировом клубном футболе и дало дополнительный импульс развитию межконтинентальных футбольных связей.

## Предпосылки

### Олимпийский успех

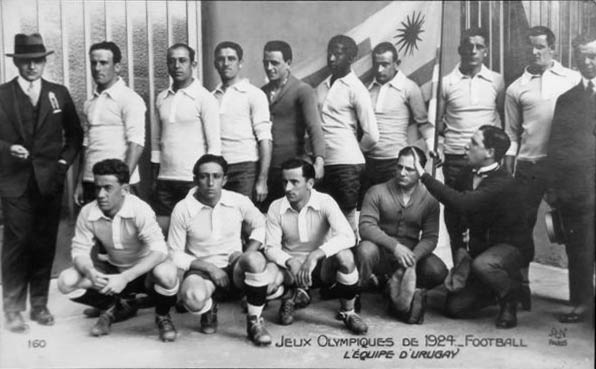
Уругвай 1924

Проведение турне явилось прямым следствием успехов сборной Уругвая («Селесте Олимпика») на Олимпийских играх 1924 года в Париже, выигравшей футбольный турнир (наиболее представительный из всех проводимых футбольных мировых первенств в межвоенное время), дававший в то время право считаться лучшей командой мира (позднее ФИФА закрепила официально за данным турниром такое право). Основу команды (7 игроков) составляли футболисты команды «Насьональ» Монтевидео.
Сенсационный триумф уругвайской сборной вызвал внезапный интерес спортивной среды и мировой общественности к южноамериканским клубам и национальным командам, который был незамедлительно удовлетворён данным турне (а также проводимыми практически одновременно менее масштабными турами аргентинской команды «Бока Хуниорс» и бразильской «Паулистано»).

### Уругвайский футбол в 1925 году

#### Раскол в уругвайском футболе
С начала 1920-х уругвайский футбол переживал раскол (типичный для южноамериканского футбола времён становления профессионализма) между конкурирующими Футбольной Ассоциацией Уругвая и Федерацией футбола Уругвая. Каждая из этих организаций опиралась на ряд клубов: так, большинство из них во главе с одним из грандов — «Насьоналем», поддерживало Ассоциацию; «Пеньяроль» и «Уондерерс» поддерживали Федерацию. Каждая организация проводила свой чемпионат (впрочем, «Уондерерс» исхитрились участвовать двумя командами в обоих турнирах) и формировала свою национальную сборную. В конце концов, Ассоциация была признана ФИФА и послала на Олимпиаду свою команду, тон в которой создавали игроки «Насьоналя», а футболисты другого гранда — «Пеньяроля» — были отлучены от сборной как диссиденты.
В свете этого положения не выглядит удивительным срыв национального чемпионата 1925 года, вследствие которого и стало возможным столь длительное турне.

#### Организация турне
Турне, несомненно, виделось (и оказалось впоследствии) весьма прибыльным с коммерческой точки зрения. Основные средства в его проведение вложил клуб «Насьональ» и лично его президент Нума Пескера. Как это было принято в Уругвае, была получена существенная поддержка правительства республики и даже его дипломатов в Европе: так, правительством были обеспечены определенные соглашения с работодателями футболистов на время турне; уругвайские консулы в разных странах содействовали договорённостям о проведении матчей.
Указанные льготы футболистам, а также довольно значительные финансовые требования к прибыли от матчей, предъявляемые организаторами турне, заставили некоторые страны отказаться от приема у себя «Насьоналя», мотивируя свой отказ непризнанием за уругвайскими футболистами статуса «любителей», что в те времена было исключительно важным. Так, футбольные власти Германии отменили изначально запланированные матчи турне, не удовлетворившись объяснениями уругвайского консула о том, что «президент страны лично разрешил полугодовой отпуск с сохранением рабочего места всем футболистам — государственным служащим и призвал остальных работодателей поступить так же».
Отсутствие чемпионата страны позволило привлечь в поездку, помимо игроков собственно «Насьоналя», ряд ведущих футболистов других клубов, собрав практически полный состав национальной сборной, победившей на Олимпиаде годом ранее. Поэтому многие источники тех времен представляют уругвайскую команду как сборную команду Уругвая или Монтевидео, или просто — «уругвайцы», «олимпийские чемпионы», «чемпионы мира».

### Состав делегации
Администрация: Нума Пескера (президент), Хосе Усера Бермудес (секретарь), Артуро Де Вечи, Х. Чиапарра (сотрудники), Анибал Фалько (врач), Педро Оливьери (технический директор), Эмилио Серветти Митре (тренер), члены делегации: Хосе Зибечи, Атилио Бьянчи, Роман Массиа, Альфредо Моралес, Хуан де Леон, журналисты Э. Аречавалета и А. Альварес, фотограф А. Карусо.
Футболисты: Андрес Масали, Висенте Клавихо, Альфредо Фольино, Роберто Фьорентино, Рамон Бусетта, Педро Ариспе (приглашён из «Рампла Хуниорс»), Хосе Леандро Андраде, Хосе Ванццино, Альфредо Зибечи, Висенте Клавихо, Диего Каррерас, Орестес Диас, Рикардо Мирамонтес, Сантос Урдинаран, Эктор Скароне, Педро Петроне, Анхель Романо, Эктор Кастро, Артуро Суффиотти, Родольфо Маран, Норберто Кассанелло, Карлос Скароне, Консепсьон Мартинес, Анхель Барлокко и Эктор Субисаррета.
Позднее (в мае) из Монтевидео в Европу прибыли и присоединились к команде Альфредо Гьерра («Универсаль»), Рене Борхас («Уондерерс»), Хосе Педро Сеа («Лито») и Хосе Назацци («Белья Виста»).

## Ход турне

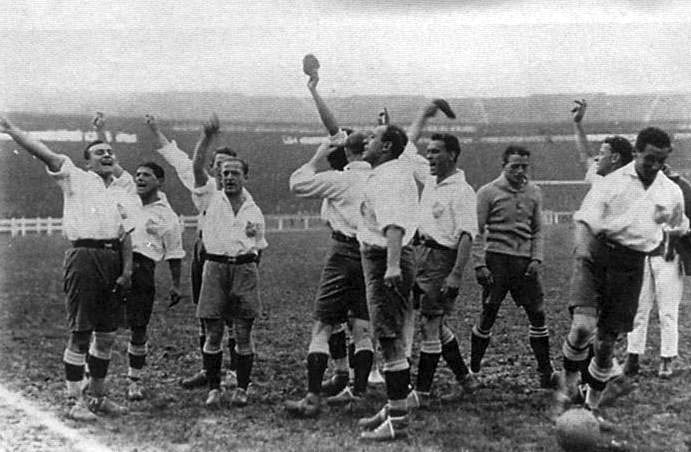
«Насьональ» в Париже во время турне-1925

7 февраля команда поднялась на борт парохода «Ре Витторио» в Монтевидео, после трёхнедельного плавания и остановки в Барселоне высадилась 26 февраля в Генуе, откуда 1 марта отправилась в Париж.

### Франция
Дебют «Насьоналя» состоялся 8 марта в Париже на знакомом по Олимпиаде стадионе «Коломб» в присутствии 35 000 зрителей против сборной парижской футбольной лиги («Ile de France»), в составе которой было четыре представителя сборной Франции (один из них, Филипп Боннардель, играл против «Селесте» на Олимпиаде) и один — сборной Швейцарии (Арон Поллитц, который был также знаком с уругвайцами, как и судья матча Марсель Славик). «Насьональ» уверенно победил 3:1. Обыграв легко затем в Руане сборную Нормандии (основу которой составляли футболисты ФК «Руан» — финалиста Кубка Франции 1925 во главе с британским вратарем Билли Барнсом), «Насьональ» вернулся в Париж, где в «укороченном» (2 тайма по 30 минут — французам предстоял на следующий день выезд в Италию и они попросили сократить матч) матче сыграл безголевую ничью со сборной Франции, что было воспринято болельщиками и прессой как большой успех последней. После этого матча уругвайцы также отправились в Италию через Рубе и Бордо, где одержали две лёгкие победы.
| 8 мар 1 | «Насьональ»                                | 3:1     | сб. Парижа — Иль-де-Франс | Париж                                              |
| | - Петроне 11′ - Кастро 53′ - Э.Скароне 65′ | (отчёт) | - 44′ Буньян              | Стадион: «Коломб» Зрителей: 35 000 Судья: М.Славик |
| »: Масали - Фольино, Ариспе - Андраде, Ванцинно, Зибечи - Урдинаран, Э.Скароне, Петроне, Кастро, Романо : Коттене - Поллитц, Виньоли - Дафин, Дюпо, Боннардель - Госслен, Кордон, Вуньян, Барберат, Сентубери. |                                            |         |                           |                                                    |

| 15 мар 2 | «Насьональ»                   | 5:0     | сб. Нормандии | Руан                                      |
| | - Петроне 11′ 16′ 25′ 29′ 46′ | (отчёт) |               | Стадион: «Стад де Брюре» Зрителей: 16 000 |
| »: Масали - Фиорентино, Ариспе - Каррерас, Зибечи, Андраде - Барлокко, Суффиотти, Петроне, Кастро, Романо : Б.Барнс - Кокен, Кантело - Витти, Морель, Конто - Поцо, Шахмайр, Ренье, Коррибль, Оренж |                               |         |               |                                           |

| 19 мар 3 | «Насьональ» | 0:0     | Франция | Париж                                                       |
| |             | (отчёт) |         | Стадион: «Велодром Буффало» Зрителей: 40 000 Судья: Ветрано |
| »: Масали - Фиорентино, Ариспе - Каррерас, Зибечи, Андраде - Урдинаран, Петроне, Кастро, Кассанелло, Романо Франция: Коттене - Валле, Виньоли - Боннардель, Дюпо, Бель - Кордон, Аккар, Лиминана, Блокель, Поцо |             |         |         |                                                             |

| 22 мар 4                                                                                                   | «Насьональ»                    | 7:0     | сб. Севера | Рубе                                         |
| | - Петроне - Суффиотти - Кастро | (отчёт) |            | Стадион: «Парк Жан Дюбрюль» Зрителей: 20 000 |
| »: Масали - Фиорентино, Ариспе - Каррерас, Зибечи, Андраде - Урдинаран, Петроне, Кастро, Суффиотти, Романо |                                |         |            |                                              |

| 29 мар 5 | «Насьональ»           | 4:0     | «Стад Борделе» | Бордо                                                            |
| | - Петроне - Суффиотти | (отчёт) |                | Стадион: «Стад де Сен-Жермен» Зрителей: 25 000 Судья: Э.Жерардин |
| »: Масали - Фиорентино, Ариспе - Каррерас, Зибечи, Андраде - Урдинаран, Суффиотти, Петроне, Кастро, Маран : Латар - Мента, Кристоф - Монлезун, Варга, Арнау - Росипон, Де Джеймс, Хорс, Ламбер, Лафонтан |                       |         |                |                                                                  |

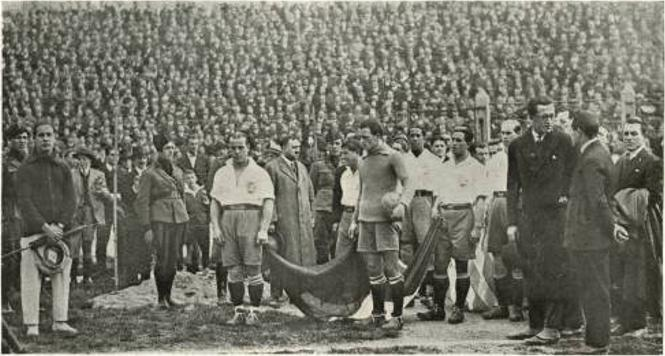
Матч против «Дженоа»

### Италия
В единственном за турне матче в Италии уругвайцам противостоял чемпион страны 1923/24 «Дженоа». Этот матч был своеобразным матчем-реваншем за поражение, которое потерпела «Дженоа» полугодом ранее от сборной Уругвая в Монтевидео (1:2), когда проводила своё ла-платское турне. «Насьональ» в гостях победил ещё увереннее (3:0), чем сборная дома; Педро Петроне уже на первой минуте забил гол после феноменального рывка из-за пределов штрафной на добивание после сильного дальнего удара. Вратарь итальянцев Де Пра после отражения удара отпустил мяч от себя не более, чем на полметра; тем не менее Петроне успел добить его в сетку.
| 5 апр 6 | «Насьональ»                            | 3:0     | «Дженоа» | Генуя                                                         |
| | - Петроне 1′ - Э.Скароне 2′ 28′ (пен.) | (отчёт) |          | Стадион: «Куммунале Марасси» Зрителей: 18 000 Судья: Дж.Мауро |
| »: Масали - Бусетта, Ариспе - Каррерас, Зибечи, Андраде - Суффиотти, Э.Скароне, Петроне, Кастро, Маран »: Де Пра - Моруцци, Де Веччи - Барбиери, Бурландо, Леале - Нери, Айкардо, Катто, Альберти, Сантамария |                                        |         |          |                                                               |

### Каталония

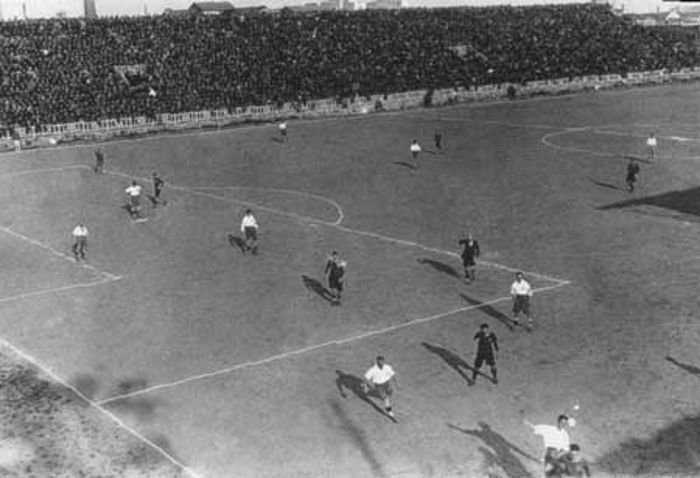
Матч против «Барселоны»

Уругвайцы выехали в Испанию на поезде вдоль побережья Средиземного моря и прибыли в Барселону 8 апреля, где их встречала восторженная толпа поклонников, среди которых были сотрудники каталонской федерации футбола, Жоан Гампер, президент «Барселоны», и уругвайский консул. Первоначально у «Насьоналя» не было чётких планов на матчи в Каталонии, приоритетными считались запланированные было встречи в Стране Басков с «Атлетиком» из Бильбао, а также «Реалом Унионом» из Ируна — действующим обладателем Кубка Испании. Однако настойчивые каталонцы добились проведения четырех встреч, которые состоялись в весьма жестком режиме («Барселона» все еще участвовала (и стала обладателем) в текущем Кубке Испании, поэтому встречи пришлось играть ежедневно в течение трёх дней). Предвидя серьёзную нагрузку на игроков, в первый день против клуба «Европа» были выставлены резервисты (с основным вратарём Масали в нападении), которые уступили 0:1 (впервые в турне). Затем в матче с «Барселоной» на переполненном стадионе «Лес Кортс» уругвайцы столкнулись с жесткой и расчётливой игрой прагматичных каталонцев (Петроне получил травму уже на 7 минуте; каталонцы же вопреки договорённостям временно подменяли уставших игроков). Игра не выявила победителя — 2:2. Наконец, на следующий день сборная Каталонии (те же «Барселона» и «Европа») сумела обыграть и сильнейший состав «Насьоналя» — 2:1. Матч-реванш, затеянный уругвайцами против «Европы», также не принес победы — 1:1.
Уругвайцы, по их признанию, покидали Каталонию в смешанных чувствах: с одной стороны, они получили существенную материальную выгоду, с другой — не сумев одержать в этой гонке из четырёх матчей ни одной победы, потеряв до конца турне Петроне (он получил разрыв мениска и отправился вскоре в Монтевидео; еще несколько игроков получили повреждения), они были вымотаны морально и физически.
| 11 апр 7 | «Насьональ» | 0:1     | «Европа»   | Барселона                                                       |
| |             | (отчёт) | - 68′ Крос | Стадион: «Камп дель Гуинардо» Зрителей: 9 000 Судья: Э.Жерардин |
| »: Клавихо - Фольино, Бусетта - К.Мартинес, Мирамонтес, Каррерас - Масали, Суффиотти, К.Скароне, Барлокко, Маран »: Бордой - Серра, Алькориза - Хавьер, Мейас, Артисус - Гиронус, Асарта, Крос, Селла, Альказар |             |         |            |                                                                 |

| 12 апр 8 | «Насьональ»                   | 2:2     | «Барселона»        | Барселона                                               |
| | - Урдинаран 48′ - Скароне 67′ | (отчёт) | - 42′ 53′ Самитьер | Стадион: «Лес Кортс» Зрителей: 50 000 Судья: Э.Жерардин |
| »: Масали - Фиорентино, Ариспе - Каррерас, Зибечи, Андраде - Урдинаран, Э.Скароне, Петроне, Кастро, Романо »: Платтко - Планас, Вальтер - Бош, Санчо, Карулья - Марти, Пиера, Самитьер, Арнау, Саги-Барба |                               |         |                    |                                                         |

| 13 апр 9 | «Насьональ»     | 1:2     | Каталония                      | Барселона                                               |
| | - Урдинаран 79′ | (отчёт) | - 8′ Саги-Барба - 40′ Самитьер | Стадион: «Лес Кортс» Зрителей: 25 000 Судья: Э.Жерардин |
| »: Масали - Бусетта, Фиорентино - Каррерас, Зибечи, Андраде - Урдинаран, Э.Скароне, Барлокко, Кастро, Романо Каталония: Платтко - Серра, Алькориза - Артисус, Санчо, Карулья - Пеллисьер, Самитьер, Крос, Оливелья, Саги-Барба |                 |         |                                |                                                         |

| 16 апр 10 | «Насьональ»  | 1:1     | «Европа»     | Барселона                                                   |
| | - Кастро 25′ | (отчёт) | - 70′ Асарта | Стадион: «Камп дель Гуинардо» Зрителей: 11 000 Судья: Х.Мас |
| »: Клавихо - Фольино, Бусетта - Каррерас, Зибечи, Андраде - Урдинаран, Суффиотти, Барлокко, Кастро, Романо »: Бордой - Мейас, Алькориза - Артисус, Пелао, Мауриси - Пеллисьер, Асарта, Крос, Оливелья, Альказар |              |         |              |                                                             |

### Валенсия
Планировалось сыграть две игры с «Валенсией», однако накопившаяся усталость и травмы нарушили эти планы. После ничейной игры (2:2) «Насьоналю» пришлось сделать паузу в турне, отменив или перенеся некоторые запланированные встречи (в некоторых случаях пришлось даже платить неустойку — в результате Мадрид и Бильбао так и не увидели уругвайцев). Команда отправилась на Балеары, где занялась восстановлением, одновременно сыграв несколько «лёгких» матчей с местными командами.
| 19 апр 11 | «Насьональ»      | 2:2     | «Валенсия»               | Валенсия                                              |
| | - Кастро 32′ 81′ | (отчёт) | - 39′ Льяго - 72′ Монтес | Стадион: «Месталья» Зрителей: 15 000 Судья: К.Скароне |
| »: Клавихо - Фиорентино, О.Диас - Каррерас, Зибеччи, Андраде - Урдинаран, Суффиотти, Кастро, Кассанелло, Маран »: Кано - Гарробе (46' Льовет), Рока - Ф.Рейес (50' Сирвент), Эстеван, Х.Марин - Льяго, Кубелс, Рино Коста, Ревертер, Монтес |                  |         |                          |                                                       |

### Балеары

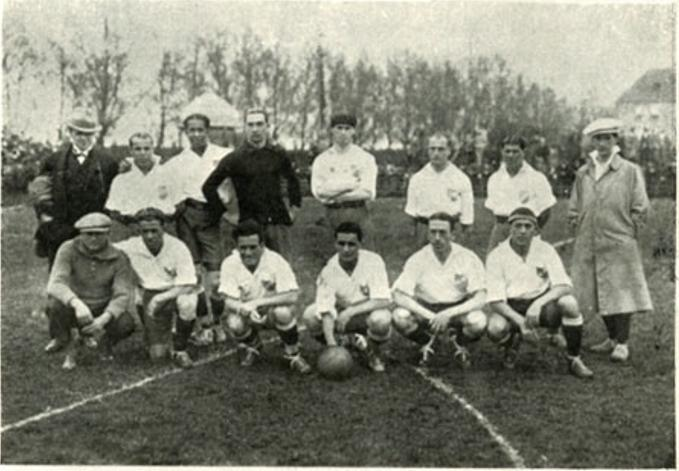
Матч со сборной Роттердама

| 23 апр 12                                          | «Насьональ»                      | 13:1    | ФК «Манакор» | Манакор                                  |
|                                                    | - Э.Скароне - Суффиотти - Кастро | (отчёт) |              | Стадион: «На Капельера» Зрителей: 10 000 |
| »: Клавихо - ..., Суффиотти, Кастро, Э.Скароне,... |                                  |         |              |                                          |

| 26 апр 13 | «Насьональ»                          | 6:0     | ФК «Балеарес» | Пальма-де-Мальорка                                    |
| | - Суффиотти - К.Скароне - Мирамонтес | (отчёт) |               | Стадион: «Сон Каналс» Зрителей: 5 000 Судья: А.Романо |
| »: Клавихо - Фольино, О.Диас - К..Мартинес, Мирамонтес, Бусетта - Масали, Суффиотто, К.Скароне, Барлокко, Маран ФК «Балеарес»: Валлс - Хеналес, Хорди - Льитерас, Масанет, Ксифани - Льобера, Прието, Рамис, Гальяна, Эрнандес |                                      |         |               |                                                       |

| 1 мая 14 | «Насьональ»            | 2:1     | «Реал Альфонсо ХIII» | Пальма-де-Мальорка                                              |
|          | - Барлокко - Э.Скароне | (отчёт) | - Моранта            | Стадион: «Кампо де Бонс Айрес» Зрителей: 6 000 Судья: К.Скароне |

| 3 мая 15 | «Насьональ»          | 4:1     | Балеары ХI | Пальма-де-Мальорка                                              |
|          | - Кастро - Э.Скароне | (отчёт) | - Серрано  | Стадион: «Кампо де Бонс Айрес» Зрителей: 6 000 Судья: К.Скароне |

### Нидерланды
О встрече с голландцами уругвайским эмиссарам удалось договориться не без труда: голландцы помнили матч годичной давности на олимпиаде и считали себя несправедливо обойдёнными в нём в результате предвзятого судейства, затаив обиду на уругвайцев. Согласие сыграть с «Насьоналем» после некоторых уговоров дала федерация футбола Роттердама, выставившая на бурно анонсируемый прессой матч-реванш сборную города, включавшую ряд игроков национальной сборной, в том числе и одного из лидеров сборной на олимпиаде, Корнелиса (Кеса) Пейла, забившего в том памятном матче. Тем не менее, отдохнувшие уругвайцы буквально деклассировали соперников в присутствии 20 000 зрителей и специально приглашенного ими квалифицированного английского рефери, доказав тщетность их амбиций.
| 10 мая 16 | «Насьональ»                                                            | 7:0     | Роттердам ХI | Роттердам                                                 |
| | - Кастро 45′ 54′ 80′ - Э.Скароне 47′ 49′ - Зибечи 43′ - Кассанелло 56′ | (отчёт) |              | Стадион: «Хет Кастел» Зрителей: 20 000 Судья: Г.Кингскотт |
| »: Клавихо - Фиорентино, Бусетта - Андраде, Зибечи, Каррерас - Урдинаран, Э.Скароне, Кастро, Кассанелло, Романо Роттердам ХI: Роем - ван Дийк, Вебер I - ван Хиль, Бул, де Хаас - ван дер Мерк, Руффелс, Пейл, Форменой, Вебер II |                                                                        |         |              |                                                           |

### Чехословакия
Матч с пражской «Спартой» явился в спортивном отношении, возможно, самым важным матчем всего турне — впервые уругвайцы столкнулись с футболом Митропы в представлении легендарной «Железной Спарты» Архивная копия от 6 июня 2019 на Wayback Machine на пике могущества под водительством знаменитого Карела Пешека-Кади. Упорнейший поединок на «Летне» в присутствии 40000 зрителей закончился победой пражан — 1:0. Ещё через неделю «Спарта» выиграет 2:0 у совершающей свое европейское турне команды «Болтон Уондерерс» — третьего призёра английского первенства.
| 14 мая 17 | «Насьональ» | 0:1     | «Спарта» Прага | Прага                                             |
| |             | (отчёт) | - 55′ Хайны    | Стадион: «Летна» Зрителей: 40 000 Судья: Ф.Чейнар |
| »: Клавихо - Фиорентино, Ариспе - Каррерас, Зибеччи, Бусетта - Урдинаран, Э.Скароне, Андраде, Кастро, Романо «Спарта» Прага: Гохманн - А.Хойер, Пернер - Червены, Пешек-Кадя, Коленаты - Ректорис, Полачек, Шаффер, Хайны, Шимонек |             |         |                |                                                   |

### Франция, Бельгия, Швейцария
Получив долгожданное подкрепление в лице Назацци, Гьерра, Сеа и Борхаса, уругвайцы, испытывавшие ещё недавно непреодолимые, казалось бы, кадровые проблемы, провели 17 мая сразу два матча во Франции и Бельгии, победив в обоих (и еще один матч — третий в этот же день — был сыгран «Насьоналем» в далеком Монтевидео с «Белья Вистой»). После этого последовал еще ряд побед в треугольнике стран Франция — Бельгия — Швейцария и только 31 мая после двух поражений «красные дьяволы» собрали, наконец, сильнейших игроков (в том числе и выступавших вне Бельгии) и сумели обыграть уругвайцев — 2:1. Этот матч анонсировался как «битва олимпийских чемпионов 1920 и 1924 годов». В этой игре прекрасно сыграл совсем молодой Раймон Брен, будущая звезда пражской «Спарты» и сборной Бельгии.
| 17 мая 18 | «Насьональ»                            | 3:0     | «Клуб Франсез»/УСС Париж | Париж                                                   |
| | - Сеа 28′ - Суффиотти 31′ - Борхас 77′ | (отчёт) |                          | Стадион: «Стад де Пари» Зрителей: 7 000 Судья: Вандорен |
| »: Масали - К.Скароне, Фольино - Гьерра, Барлокко, Мирамонтес - Суффиотти, Субисаретта, Борхас, Сеа, Маран «Клуб Франсез»/УСС Париж: Жилле - Поллитц, Монлер - Рот, Хафнер, Жуберт - Сентубери, Вегнер, Вонау, Даркес, Дюфор |                                        |         |                          |                                                         |

| 17 мая 19 | «Насьональ»         | 2:1     | Брюссель ХI           | Брюссель                            |
| | - Э.Скароне 15′ 17′ | (отчёт) | - Ван дер Стратен 80′ | Стадион: «Боссарт» Зрителей: 18 000 |
| »: Клавихо - Бусетта, Ариспе - Каррерас, Зибечи, К.Мартинес - О.Диас, Э.Скароне, Кастро, Кассанелло, Романо Брюссель ХI: Ван дер Минен - Вербек, Лавинь - Канббе, Хансен, Буреманс - Реузе, Дельбек, Тайманс, Ван дер Стратен, Ван дер Векен |                     |         |                       |                                     |

| 21 мая 20 | «Насьональ»                    | 2:1     | Эльзас ХI      | Страсбург                              |
| | - Э.Скароне 1:1′ - Борхас 2:1′ | (отчёт) | - Шоттель 0:1′ | Стадион: «Де ла Мену» Зрителей: 12 000 |
| »: Масали - К.Скароне, Фольино - Гьерра, К.Мартинес, Мирамонтес - Субисаррета, Суффиотти, Борхас, Сеа, Маран Эльзас ХI: Фрисс - Сарецки, Рот - Галланд, Юнг, Лакер - Дутхайль, Шоттель, Вебер, Лутц, Биттман |                                |         |                |                                        |

| 24 мая 21 | «Насьональ»                                            | 5:1     | Бельгия               | Брюссель                            |
| | - Э.Скароне 1:0′ 3:0′ - Сеа 2:0′ 5:1′ - Урдинаран 4:0′ | (отчёт) | - Фламинк 4:1′ (пен.) | Стадион: «Боссарт» Зрителей: 12 000 |
| »: Клавихо - Фиорентино, Ариспе - Каррерас, Зибечи, Бусетта - Урдинаран, Э.Скароне, Борхас, Сеа, Романо Бельгия: Кудрон - Лавинь, Вербек - Нулсман, Анс, Муш - Эльст, Ларно, Фламинк, Девос, Ван дер Векен |                                                        |         |                       |                                     |

| 31 мая 22 | «Насьональ»     | 1:2     | Бельгия                          | Антверпен                                                     |
| | - Э.Скароне 30′ | (отчёт) | - Р.Брен 23′ (пен.) - Бастин 54′ | Стадион: «Олимпийский» Зрителей: 55 000 Судья: Т.ван Свитерен |
| »: Масали - Назацци, Ариспе - Карерас, Зибечи, Гьерра - Урдинаран, Скароне, Борхас, Сеа, Романо Бельгия: Де Би - Свартенбрук, Де Моль - Морле, Пипке, П.Брен - Р.Брен, Гиллис, Гримонпре, Тис, Бастин |                 |         |                                  |                                                               |

| 4 июн 23 | «Насьональ»                                        | 6:0     | «Ред Стар»/«Олимпик» Париж | Париж                                                |
| | - Э.Скароне 17′ 63′ - Сеа 27′ 42′ 71′ - Борхас 29′ | (отчёт) |                            | Стадион: «Бергейре» Зрителей: 12 000 Судья: Вандорен |
| »: Масали - Назацци, Ариспе - Бусетта, Зибечи, Гьерра - Романо, Э.Скароне, Борхас, Сеа, Маран «Ред Стар»/«Олимпик» Париж: Чайрикьес - Мейер, Аудин - Фалькон, Барон, Дюпо - Госслен, Кордон, П.Николя, Мистраль, Стуттле |                                                    |         |                            |                                                      |

| 7 июн 24 | «Насьональ»                                               | 5:2     | Базель ХI               | Базель                                              |
| | - Гьерра 10′ - Борхас 20′ - Э.Скароне 36′ 86′ - Маран 40′ | (отчёт) | - 77′ Блох - 87′ Вутрих | Стадион: «Ландхоф» Зрителей: 12 000 Судья: Ф.Херрен |
| »: Масали - Назацци, Ариспе - Карерас, Зибечи, Гьерра - Романо, Э.Скароне, Борхас, Сеа, Маран Базель ХI: Шар - Путцендоппер I, Лайлмайер - Оберхаузер, Путцендоппер II, Галлер - Эренболгер, Вутрих, Флубахер, Блох, Катц |                                                           |         |                         |                                                     |

### Австрия
В те годы австрийский футбол всегда был одним из лучших в Европе, но времена «Вундертим» ещё не наступили. В трех достаточно упорных матчах с лучшими австрийскими командами обладавшие большим соревновательным опытом уругвайцы все же выиграли дважды при одной ничьей.
| 11 июн 25 | «Насьональ»  | 1:1     | «Фёрст Виенна»  | Вена                                                 |
| | - Кастро 41′ | (отчёт) | - 17′ Р.Зайферт | Стадион: «Хох Варт» Зрителей: 50 000 Судья: Г.Режури |
| »: Масали - Назацци, Ариспе - Э.Скароне (84' ?), Зибечи, Гьерра - Романо, Кастро, Борхас, Сеа, Маран »: Остричек - Райнер, Й.Блюм (24' Пичингер) - Людвиг, Л.Хофманн, Р.Зайферт - Курц, Гшвайдль (14' К.Граф), Риба, К.Конрад, О.Фишер |              |         |                 |                                                      |

| 17 июн 26 | «Насьональ»                 | 6:0     | Инсбрук ХI | Инсбрук                                            |
| | - Назацци - Урдинаран - Сеа | (отчёт) |            | Стадион: «Тиволи» Зрителей: 6 000 Судья: Ф.Лопатер |
| »: Клавихо - Фиорентино, Ариспе - Э.Скароне, Назацци, Гьерра - Урдинаран, Суффиотти, Борхас, Сеа, Маран Инсбрук ХI: Феррари - Штеттнер, Шорф - Штокер, Херманн, Фрахлич - Эртль, Францелин, Волхоф, Зедроссер, Мишак |                             |         |            |                                                    |

| 21 июн 27 | «Насьональ»                                | 5:1     | Цюрих ХI          | Цюрих                                |
| | - Назацци - Кассанелло - Урдинаран - Маран | (отчёт) | - Путцендоппер II | Стадион: «Утогрунд» Зрителей: 15 000 |
| »: Клавихо - Фиорентино, Ариспе - Э.Скароне, Карерас, Гьерра - Урдинаран, Кассанелло, Назацци, Сеа, Маран Цюрих ХI: Ульрих - Путцендоппер I, Анхубер - Хайнрих, Путцендоппер II, Штокер - Керли, Бранд, Хурлер, М.Абегглен, Русль |                                            |         |                   |                                      |

| 25 июн 28 | «Насьональ»                   | 2:1     | «Рапид» Вена   | Вена                                                 |
| | - Назацци 19′ - Э.Скароне 38′ | (отчёт) | - 40′ Ф.Веселы | Стадион: «Хох Варт» Зрителей: 25 000 Судья: Г.Режури |
| »: Клавихо - Фиорентино, Ариспе - Карерас, Зибечи, Гьерра - Кастро, Э.Скароне, Назацци, Сеа, Кассанелло «Рапид» Вена: Янчик - Регнард, Солил (25' Чейка) - Й.Рихтер, Сильбек, Нитш - Вондрак, Веселик, Кузан, Э.Бауэр (32'-37' Уридил), Ф.Веселы |                               |         |                |                                                      |

| 28 июн 29 | «Насьональ»       | 2:0     | Австрия | Вена                                                   |
| | - Назацци 29′ 66′ | (отчёт) |         | Стадион: «Хох Варт» Зрителей: 18 000 Судья: Г.Кауфманн |
| »: Клавихо (48' Масали) - Фиорентино, Ариспе - Карерас, Зибечи, Гьерра - Урдинаран, Э.Скароне, Назацци, Сеа, Маран Австрия: Айгнер - Близенец, Тандлер - Й.Рихтер, Кох, Вострак - Вондрак, Гшвайдль, Й.Хорват, Сватош, Ф.Веселы |                   |         |         |                                                        |

### Каталония
Команда выехала из Вены на поезде и после пересечения Альп, Италии и французского побережья Средиземного моря снова прибыла в Барселону, где у уругвайцев осталось несколько футбольных «долгов» с предыдущего посещения. Победить неуступчивую «Европу» не удалось и с третьей попытки (0:1), зато были разгромлены «Жирона» и сборная Каталонии (по 4:0).
| 5 июл 30 | «Насьональ» | 0:1     | «Европа»    | Барселона                                                   |
| |             | (отчёт) | - 16′ Армас | Стадион: «Камп дель Гуинардо» Зрителей: 25 000 Судья: Х.Мас |
| »: Масали - Фиорентино, Ариспе - Карерас, Зибечи, Гьерра - Урдинаран, Э.Скароне, Назацци, Сеа, Кассанелло »: Бордой - Серра, Алькориза - Артисус, Пелао, Маурисио - Пеллисер, Армас, Крос, Селья, Альказар |             |         |             |                                                             |

| 9 июл 31 | «Насьональ»           | 4:0     | «Жирона» | Барселона                      |
| | - Кассанелло - Борхас | (отчёт) |          | Зрителей: 6 000 Судья: Э.Перис |
| »: Масали - Фольино, Ариспе - Субисаррета, Назацци, Гьерра - Суффиотти, Кастро, Борхас, Сеа, Кассанелло »: Гаучиа - Фабрегас, Бош - Кодина, Стампер, Фелиу - Рауса, Винас, Оливиери, Гимес, Рока |                       |         |          |                                |

| 12 июл 32 | «Насьональ»                                            | 4:0     | Каталония | Барселона                                            |
| | - Э.Скароне 30′ - Борхас 44′ - Урдинаран 59′ - Сеа 88′ | (отчёт) |           | Стадион: «Лес Кортс» Зрителей: 30 000 Судья: Монтеро |
| »: Масали - Фирентино, Ариспе - Карерас, Назацци, Гьерра - Суффиотти, Кастро, Борхас, Сеа, Кассанелло Каталония: Платтко - Серра, Вальтер - Артисус, Санчо, Маурисио - Пеллисьер, Самитьер, Крос, Пиера (67' Пейро), Альказар |                                                        |         |           |                                                      |

### Португалия
Продвигаясь к концу своего путешествия, «Насьональ» посетил Португалию, где застал один из часто происходящих в этой стране в те годы военных путчей. Тем не менее это не помешало уругвайцам уверенно победить оппонентов во всех трёх встречах.
| 16 июл 33 | «Насьональ»                                   | 7:2     | Порту ХI          | Порту            |
| | - Борхас - Назацци - Кастро - Сеа - Э.Скароне | (отчёт) | - Бальбину - Ройс | Зрителей: 15 000 |
| »: ... Борхас, Назацци, Кастро, Сеа, Э.Скароне Порту ХI: Шишка - Ж.Кардозу, Оскар - Нека, Аль.Аугушту, Коэлью да Кошта - Фрейре, Бальбину, Ройс, Халл, Аль.Соуза |                                               |         |                   |                  |

| 20 июл 34 | «Насьональ»             | 5:0     | «Спортинг» Лиссабон | Лиссабон                                              |
| | - Борхас - Сеа - Кастро | (отчёт) |                     | Стадион: «Спортинг» Зрителей: 25 000 Судья: И.Ногейра |
| »: Масали - К.Скароне, Ариспе - Карерас, Назацци, Гьерра - Суффиотти, Кастро, Борхас, Сеа, Кассанелло «Спортинг» Лиссабон: Киприану - Ж.Феррейра, Ж.Виейра - Ж.Леандро, Фелипе, Мартинью - Т.Перейра, Портела, Гонкальвеш, Рамош, Аль.Соуза |                         |         |                     |                                                       |

| 26 июл 35 | «Насьональ»                         | 5:2     | «Порту»/«Сальгуэйруш»      | Порту                              |
| | - Сеа - Борхас - Кастро - Суффиотти | (отчёт) | - Фиорентино (авт.) - Ройс | Стадион: «Опорто» Зрителей: 15 000 |
| »: Масали - Фиорентино, Ариспе - Карерас, Назацци, Гьерра - Суффиотти, Кастро, Борхас, Сеа, Кассанелло «Порту»/«Сальгуэйруш»: Шишка - Ж.Кардозу, Леонель - Нека, Ж.Перейра, Флориану - Фрейре, Бальбину, Ройс, Халл, Америку |                                     |         |                            |                                    |

### Галисия
Галисия являлась конечной точкой турне. Прежде чем отправиться из Виго на родину, «Насьональ» провел последние три матча.
| 2 авг 36 | «Насьональ»            | 2:2     | «Сельта»                   | Виго                                              |
| | - Сеа 13′ - Борхас 41′ | (отчёт) | - 44′ Корреа - 73′ Пинилья | Стадион: «Баладос» Зрителей: 12 000 Судья: Нуньес |
| »: Масали - Фиорентино, Ариспе - Карерас, Назацци, Гьерра - Урдинаран, Э.Скароне, Борхас, Сеа, Кассанелло »: Лило - Пакарин, Рожерио - Куерал, Бальбино, Биенвенидо - Рейгоса, Чиче, Корреа, Поло, Пинилья |                        |         |                            |                                                   |

| 6 авг 37 | «Насьональ» | 0:0     | «Депортиво» Ла-Корунья | Ла-Корунья                                         |
|          |             | (отчёт) |                        | Стадион: «Риасор» Зрителей: 20 000 Судья: Ж.Виейра |

| 8 авг 38                                                                                                 | «Насьональ»       | 3:0     | «Депортиво» Ла-Корунья | Ла-Корунья                                         |
| | - Э.Скароне - Сеа | (отчёт) |                        | Стадион: «Риасор» Зрителей: 20 000 Судья: Ж.Виейра |
| »: Масали - Фиорентино, Ариспе - Карерас, Назацци, Гьерра - Урдинаран, Э.Скароне, Сеа, Кассанелло, Маран |                   |         |                        |                                                    |

Отказавшись от предложенных в последний момент новых матчей в Барселоне, уругвайская команда на пароходе «Альманзора» отправился из Виго и прибыла в Монтевидео 30 августа. За шесть месяцев турне «Насьональ» проплыл 15 000 морских миль на корабле и 15 000 километров проехал по суше.